# 圣斐德理堂 (米兰)
圣斐德理堂（Chiesa di San Fedele）是意大利米兰的一座耶稣会教堂，供奉科莫教区的主保圣人圣斐德理。

## 历史
圣斐德理堂位于米兰市中心，靠近马里诺宫、斯卡拉剧院和埃马努埃莱二世长廊，由嘉禄·鲍荣茂委托Pellegrino Tibaldi修建（1559年）。
内部只有一个通廊，有高大的花岗石柱。Francesco Maria Richino在17世纪加长了圣所，还设计了著名的祭衣間。